# Tony Abbott
Anthony John "Tony" Abbott (født 4. november 1957 i London) er en australsk politiker, der mellem 18. september 2013 og 15. september 2015 var Australiens premierminister. Han var i perioden fra 1. december 2009 til 14. september 2015 leder af centrum-højre-partiet Liberal Party of Australia. Han førte partiet til sejr ved valget den 7. september 2013. Forinden var han oppositionsleder i Repræsentantenes hus. 
Abbott har siddet i parlamentet siden 1994. I John Howards regering havde han flere ministerposter. Fra 1998 til 2003 var han arbejdsminister (ministeriet havde i perioden flere forskellige navne) og i perioden 2003 - 2007 var han sundheds- og ældreminister. Han overtog positionen som leder af partiet i 2009 efter Malcolm Turnbull efter at have vundet det interne valg mod Turnbull med 42 stemmer mod Turnbulls 41.